# Bozena (Operette)
Bozena ist eine Operette in drei Akten von Oscar Straus. Das Libretto verfassten Julius Brammer und Alfred Grünwald. Das Werk erlebte seine Uraufführung am 16. Mai 1952 in München.

## Handlung

### Erster Akt
Bild: Dorfplatz
Die Burschen und Mädchen feiern ausgelassen das Kirchweihfest. Da taucht unerwartet Karel Foltyn auf. Der hat seinen Militärdienst beendet und will bald die Wirtstochter Cilka vor den Traualtar führen. Ihr hatte er vor seiner Abreise die Ehe versprochen. Aber auch Jan Burian, der als Förster im Dienste des Grafen steht, hat es auf das Mädel abgesehen.
Unter den Feiernden ist auch der wohlhabende Bauer Koudjela, obwohl ihm überhaupt nicht zum Feiern zumute ist. Erst vor wenigen Minuten war er mit seinen Söhnen Nepomuk und Svatopluk bei der Gutsbesitzerin Bozena, weil er hoffte, sie für einen der beiden als Braut zu gewinnen. Sie aber erteilte ihm eine Abfuhr, und für diese Schmach würde er sich jetzt gerne rächen. Als Mittel zum Zweck hat er den Dragoner Karel Foltyn auserkoren. Der muss auch nicht lange überredet werden. Er soll nur Bozena tüchtig den Kopf verdrehen und ihr – sobald sie ihm gefügig geworden ist – die kalte Schulter zeigen.
Als Bozena mit ihrer Magd Liduschka eintrifft, scheint Koudjelas Plan aufzugehen. Bozena lässt sich gleich von Karel zum Tanze führen. Doch je länger die beiden miteinander tanzen, umso mehr erweckt Bozena in Karel echte Gefühle für sie. Der vergisst dabei völlig seinen Auftrag.

### Zweiter Akt
Bild: Stube in Bozenas Haus
Spät am Abend erhält Bozena noch Besuch von einem Fremden, in dem sie bald ihren Bruder Stojan erkennt. Seit 15 Jahren, als er vom Militär desertierte, hat sie nichts mehr von ihm gehört. Jetzt erfährt sie, was ihn damals zu seiner Tat bewog: Sein Vorgesetzter wollte ihm die Freundin ausspannen. In seiner Wut schlug er ihn nieder und floh über die Grenze. 
Plötzlich dringt von draußen Lärm in das Zimmer. Karel ist mit ein paar Freunden gekommen, um seiner Angebeteten ein Ständchen zu bringen. Kaum ist die Musik verklungen, da steht er auch schon in der Stube. Beim Anblick des fremden Mannes glaubt er, dieser sei Bozenas Liebhaber. Wütend verlässt er das Haus.
Verwandlung – Bild: Garten vor Bozenas Haus
Koudjela und der Bürgermeister werfen Bozena ihren unsoliden Lebenswandel vor. Der Streit gipfelt darin, dass die Dorfältesten beschlossen hätten, ihr das Dach abzudecken, damit ihre Eltern vom Himmel aus sähen, welche Schande sie über die Familie gebracht habe. Dies aber geht Karel zu weit. Er tritt dazwischen und nimmt Bozena in Schutz, wofür sie ihm dankbar ist. Trotzdem kommt sie seiner Bitte um Aufklärung, in welchem Verhältnis sie zu dem „Fremden“ stehe, nicht nach. Ein zweites Mal wendet sich Karel von ihr ab. 

### Dritter Akt
Bild: Dorfplatz
Inzwischen sind drei Wochen vergangen. Dem Brautpaar Cilka und Karel ist nicht wohl dabei, heute vor den Altar zu treten. In Karels Kopf spukt immer noch Bozena herum, und Cilkas Herz schlägt eigentlich für Jan Burian. Gerade will die Hochzeitsgesellschaft zur Kirche aufbrechen, da kommen Bozena und Stojan vorbei und werden von der Menge übel beschimpft. Jetzt aber lüftet Stojan sein Geheimnis, indem er sein wahres Ich preisgibt. Weil ihn der Kaiser begnadigt hat, kann er sich wieder als freier Bürger im Dorf bewegen. Karel fällt ein Stein vom Herzen. Cilka gibt ihn für Bozena frei. Am Ende finden sich zwei glückliche Paare.

## Musik
Die Qualität der Musik mit ihren zahlreichen Chören und Ensembleszenen, verpackt in ein reizvolles slawisches Kolorit, geht weit über das hinaus, was man gemeinhin von einer Operette erwartet. Im Kern handelt es sich um eine Volksoper. Als musikalische Höhepunkte ragen heraus:
- Kirmes ist heute (Chor, Ländler)
- Will nicht mein Leben verträumen (Walzerlied der Titelfigur)
- Hast mich verzaubert schier (Karel)
- Du hast mir am Sankt Anustag (Jan Burian)